# Jean-Pierre Willem
Pour les articles homonymes, voir Willem.
Jean-Pierre Willem, né le 24 mai 1938 à Villers-Cernay (Ardennes), est un ancien médecin et chirurgien itinérant ayant accompli des missions dans diverses zones de conflit en Afrique, au Moyen-Orient et en Asie, des années 1960 aux années 1980. 
Auteur de 45 ouvrages rapportant ses missions de médecin de guerre ou vantant l'ethnomédecine et les remèdes naturels, il défend l'usage de méthodes thérapeutiques alternatives. Fondateur de la Faculté libre de médecines naturelles et d'ethnomédecine (FLMM) en 1986 et de l'ONG humanitaire internationale Médecins aux pieds nus (MAPN) en 1987, il est radié de l'ordre des médecins la même année et est cité par la Miviludes, organisme chargé d'observer et d'analyser le phénomène des dérives sectaires, dans son rapport de 2010.

## Biographie

### Études
Issu d'un milieu catholique, Jean-Pierre Willem fait toute sa scolarité secondaire au petit séminaire de Reims. Il entame ensuite des études de médecine à la Faculté de médecine de Lille. Il est reçu major à l'internat de médecine.

### Activités humanitaires
Il déclare avoir mené de nombreuses missions humanitaires auprès des victimes de catastrophes et de conflits, en commençant, en 1959, par l'Algérie en pleine guerre d'indépendance. 
En 1964, il rejoint comme assistant le Dr Albert Schweitzer à Lambaréné (Gabon).
Il est ensuite médecin coopérant au Rwanda (1966-1967), médecin des orphelins et des réfugiés au Viêt Nam et au Cambodge (1968-1975), médecin chef sur le chantier du Transgabonais (1976-1977), auprès des réfugiés laotiens dans le Triangle d'or (Asie Sud-Est) (1977), auprès des victimes de la famine au Zaïre (1979) et à l'hôpital d'indigents de Kinshasa (1981), chirurgien au Liban (1976, 1978, 1983), sur le front Iran-Irak (1982), en Somalie (1984) et, plus récemment, en Syrie (2014),.
Au hasard de ses missions, il confie avoir croisé des figures connues : outre Albert Schweitzer, aussi Che Guevara, l'abbé Pierre, Mère Teresa.
L'expérience acquise lors de ses séjours dans les pays en voie de développement le convainc que le manque de médecins professionnels peut être compensé en faisant appel aux guérisseurs indigènes utilisant les plantes locales pour soigner et que l'Occident lui-même peut bénéficier de leurs connaissances.

### Activités dans les médecines alternatives
En 1987, Jean-Pierre Willem est radié de l'Ordre des médecins, ce qui lui interdit l'exercice de la médecine. Il déclare en faire peu de cas, arguant qu'il n'a jamais demandé son inscription au registre de cet ordre. Il poursuit dès lors des activités d'enseignement dans le cadre de la Faculté libre de médecines naturelles et d'ethnomédecine (FLMM) qu'il a créée à Paris en 1986.
Au sein de cette faculté établie dans le XVe arrondissement de Paris, il forme le tout venant à la médecine naturelle et à l’ethnomédecine. En matière de soins, il se réfère surtout à l’homéopathie, la phytothérapie, l’oligothérapie et l'aromathérapie (pseudo-médecine basée sur l'utilisation d'huiles essentielles), pour traiter des maladies graves (sida, cancer). 
En 2006, il est cofondateur d' Aromalia, une entreprise de vente par correspondances de compléments alimentaires, de produits cosmétiques, de produits à base de plantes et d'huiles essentielles.
Après avoir déclaré sur Radio Courtoisie le 12 mars 2006, qu'il pouvait guérir le sida avec des huiles essentielles, il est soupçonné d'avoir appliqué ses théories via son ONG les Médecins aux pieds nus auprès d'enfants atteints du VIH notamment au Togo et au Burundi.
Il dénonce une médecine devenue de plus en plus intrusive.
En 2011, il se définit comme médecin, chirurgien et anthropologue.

### Activités éditoriales et rédactionnelles
De 2000 à 2007, il a assuré les fonctions d'éditorialiste du bimensuel Pratiques de santé et, à partir de septembre 2007, celle de rédacteur consultant de la revue Révélations Santé, qui a cessé de paraître. 
Jusqu'en 2012, il collabore, sur des sujets de médecine alternative, à la revue Votre santé puis, passé cette date, à sa nouvelle formule, Le Nouveau VVS, Vous et Votre Santé.

## Publications
Jean-Pierre Willem a écrit quelque 45 ouvrages rapportant ses missions de médecin de guerre dans différents pays ou faisant la promotion des pratiques de l'ethnomédecine et des remèdes naturels.

### Livres
- (Docteur Jean-Pierre Willem) Médecin au Viêt-Nam en feu, Paris, Éditions France-Empire, 1978, 366 p.
- (Docteur Jean-Pierre Willem) Les Naufragés de la liberté : le dernier exode des Méos, Paris, Éditions S.O.S., 1980, 285 p.  (ISBN 2-7185-0879-5)
- Et la paix, docteur ? Un médecin sur tous les fronts, Paris, Robert Laffont, coll. "VECU", 1985, 318 p.  (ISBN 2-221-04616-1)
- Le secret des peuples sans cancer, Éditions du Dauphin, 1994
- Les secrets du régime crétois, Paris, Éditions du Dauphin, 1999  (ISBN 2-7163-1155-2)
- Au diable la vieillesse, Éditions du Dauphin, 2000
- Les huiles essentielles, médecine d’avenir, Éditions du Dauphin, 2002  (ISBN 2-7163-1206-0)
- Les antibiotiques naturels, Vannes, Sully, 2003  (ISBN 2-911074-50-5)
- Au diable arthrose et arthrite, Paris, R. Jauze, 2003  (ISBN 2-86214-045-7)
- Prévenir et vaincre le cancer, Paris, Éditions Trédaniel, 2004  (ISBN 2-84445-559-X)
- Aroma-minceur, Paris, Éditions Albin Michel, 2004  (ISBN 2-226-15339-X)
- Aroma stress : 50 stress de la vie quotidienne traités par les huiles essentielles, Paris, Éditions Albin Michel, 2005  (ISBN 2-226-15733-6)
- Aroma-famille, Paris, Éditions Albin Michel, 2005  (ISBN 2-226-16867-2)
- Aroma allergies : 180 allergies traitées par les huiles essentielles, Paris, Éditions Albin Michel, 2006  (ISBN 2-226-16894-X)
- Ensemble, sauvons notre planète (ouvrage collectif), Paris, Éditions Trédaniel, 2005  (ISBN 2-84445-610-3)
- Le secret des peuples sans cancer. Prévention active du cancer, Éditions  du Dauphin, 2006.
- L’ethnomédecine, une alliance entre science et tradition, Jouvence & Biocontact, 2006  (ISBN 2-88353-472-1)
- Apprenez à gérer votre stress, Anagramme, 2007  (ISBN 2-35035-131-9)
- 100 maladies du XXIe siècle : solutions naturelles, Testez, 2008  (ISBN 2-87461-048-8)
- Mémoires d'un médecin aux pieds nus, Paris, Éditions Albin Michel, 2009  (ISBN 978-2-226-18987-5)
- Le secret des peuples sans cancer : approche et traitements complémentaires de 43 cancers, Paris, Éditions du Dauphin, nouvelle éd. revue et augmentée, 2009  (ISBN 978-2-7163-1386-5)
- 100 ordonnances naturelles pour 100 maladies courantes, Paris, Éditions Trédaniel, 2010  (ISBN 978-2-81320-082-2)
- Antibiotiques naturels : vaincre les infections par les médecines naturelles, Vannes, Sully, 2010  (ISBN 978-2-35432-045-4)
- Les pathologies de la thyroïde : les comprendre, les traiter, Éditions du Dauphin, 2010,  (ISBN 978-2-7163-1434-3)
- Les intolérances alimentaires, Paris, Éditions Trédaniel, 2012  (ISBN 978-2-8132-0414-1)
- (Dr Jean-Pierre Willem) Le jeûne, une méthode naturelle de santé et de longévité, Éditions Trédaniel, 2014, 192 p.  (ISBN 978-2-8132-0728-9)
- Les dégâts des métaux lourds : prévention et détoxication naturelle, Éditions Trédaniel, 2014  (ISBN 978-2-8132-1138-5)
- Huiles essentielles antivirales: La solution naturelle pour lutter contre les infections, Éditions Trédaniel, 2015
- Pollution et santé, éditions Dangles, 2017 (compte rendu sous le titre Docteur Jean-Pierre Willem : « Nous sommes tous empoisonnés », dans CNEWS, 22 juin 2017)
- Alzheimer et odorat : Quand les arômes restaurent la mémoire, Éditions Trédaniel, 2020
- Tout savoir sur les virus et y faire face, Dauphin Éditions, 2020, 228 p. (compte rendu, dans HEGEL, 2021/1 (No 1), p. 102)

### Articles
- « Quand j’étais médecin de Jean-Paul Belmondo », association-biologique-internationale.com, 16 septembre 2021